# System of a Down-diszkográfia
A System of a Down amerikai rockegyüttes, amely az 1990-es évek közepén alakult meg, tagjai Serj Tankian énekes, Daron Malakian gitáros, Shavo Odadjian basszusgitáros és John Dolmayan dobos. Az együttes öt stúdióalbumot, nyolc kislemezt és tíz videóklipet jelentetett meg.
1998-ban mutatták be első albumukat, System of a Down címmel, a lemez az amerikai sikerlistán a 124., míg a brit albumlistán a 103. helyezést érte el. Az album két évvel később az Amerikai Hanglemezgyártók Szövetségétől (RIAA) platina-, míg a Kanadai Lemezkiadók Szövetségétől (CRIA) aranylemez minősítést kapott. Az album mellett jelent meg a Sugar című kislemez, amely a Billboard Hot Mainstream Rock Tracks és Hot Modern Rock Tracks listáján bekerült a top 30-ba. Következő albumuk 1999-ben jelent meg, Toxicity címmel, amely az USA-beli, illetve a kanadai sikerlistákon első helyezést ért el (az ausztrál, a finn és az új-zélandi listán szintén bekerült az első tízbe). A lemez az Egyesült Államokban és Ausztráliában tripla platinalemez lett, Kanadában pedig dupla platinalemez. A Toxicity mellett három kislemez jelent meg: Toxicity, Chop Suey! és Aerials címmel, az utóbbi első helyezést ért el a Billboard Mainstream Rock Songs és Alternative Songs listáin.
A 2002-es Steal This Album! nem tudta megismételni elődje sikerét, az album csupán az Egyesült Államokban és Ausztráliában került be a legjobb 20 közé. Három évvel később az együttes kiadott egy dupla albumot, a két lemez megjelenése között fél évnyi eltéréssel. A dupla lemez első fele Mezmerize címen jelent meg 2005 elején; az album kilenc országban lett listavezető, Kanadában tripla platina minősítést, míg az Egyesült Államokban és Ausztráliában platina minősítést ért el. Az album első kislemeze, a B.Y.O.B. 27. helyezett lett a Billboard Hot 100-as listáján és 26. a brit kislemezlistán. Az ezt követő kislemez, a Question!, az írországi és az egyesült királyságbeli listákon került be a legjobb 40 közé. Még ugyanebben az évben jelent meg a duplalemez második része, a Hypnotize, mely elődjéhez hasonlóan listavezető lett az Egyesült Államokban, Kanadában, Finnországban és Új Zélandon. A The Beatles óta a System Of A Down az első olyan együttes, amely az Államokban egyazon évben két listavezető albumot is megjelentetett. A Hypnotize az USA-ban platinalemez, Ausztráliában, Németországban és Svájcban pedig aranylemez minősítést kapott. Az album címadó dalából és a Lonely Day-ből két további kislemez született, melyek a finn slágerlistán negyedik, illetve tizenhatodik helyezést értek el. 2006 óta a System Of A Down tagjai szüneteltetik közös zenei tevékenységüket, az azóta eltelt években az együttes összes tagja saját projekteken dolgozik.

## Stúdióalbumok
| Év   | Album információ                                                                                                   | Legjobb helyezések | Legjobb helyezések | Legjobb helyezések | Legjobb helyezések | Legjobb helyezések | Legjobb helyezések | Legjobb helyezések | Legjobb helyezések | Legjobb helyezések | Legjobb helyezések | Eladási minősítések                                              | Értékelés |
| Év   | Album információ                                                                                                   | US                 | AUS                | CAN                | FIN                | GER                | IRE                | NLD                | NZ                 | SWI                | UK                 | Eladási minősítések                                              | Értékelés |
| ---- | --- | ------------------ | ------------------ | ------------------ | ------------------ | ------------------ | ------------------ | ------------------ | ------------------ | ------------------ | ------------------ | ---------------------------------------------------------------- | --- |
| 1998 | System of a Down - Megjelent: 1998. június 30. - Kiadó: American (#68924) - Formátum: CD, kazetta, letöltés        | 124                | 48                 | —                  | —                  | —                  | —                  | 68                 | —                  | —                  | 103                | - US: platina - CAN: arany                                       | - AllMusic link - Kerrang! - Pitchfork Media link - Q |
| 2001 | Toxicity - Megjelent: 2001. szeptember 4. - Kiadó: American (#62240) - Formátum: CD, kazetta, LP, letöltés         | 1                  | 6                  | 1                  | 8                  | 23                 | 17                 | 17                 | 7                  | 31                 | 13                 | - US: 3× platina - AUS: 3× platina - CAN: 2× platina - UK: arany | - AllMusic link - Rolling Stone link Archiválva 2007. július 8-i dátummal a Wayback Machine-ben - E! Online (A-) link Archiválva 2008. december 7-i dátummal a Wayback Machine-ben - Alternative Press (9/10) Oct 2001, p. 102 - Kerrang! - Entertainment Weekly (B-) linkArchiválva 2011. február 19-i dátummal a Wayback Machine-ben - Q                 |
| 2002 | Steal This Album! - Megjelent: 2002. november 26. - Kiadó: American/Columbia (#87062) - Formátum: CD, LP, letöltés | 15                 | 11                 | —                  | 25                 | 14                 | 47                 | 41                 | 26                 | 25                 | 56                 | - US: platina - AUS: arany                                       | - AllMusic link - Blender link - Rolling Stone |
| 2005 | Mezmerize - Megjelent: 2005. május 17. - Kiadó: American/Columbia (#90648) - Formátum: CD, LP, letöltés            | 1                  | 1                  | 1                  | 2                  | 1                  | 2                  | 5                  | 1                  | 1                  | 2                  | - US: platina - AUS: platina - CAN: 3× platina                   | - AllMusic - Entertainment Weekly (A-) - Pitchfork Media (7.1/10) - PopMatters - Rolling Stone - Stylus (B-) |
| 2005 | Hypnotize - Megjelent: 2005. november 22. - Kiadó: American/Columbia (#93871) - Formátum: CD, LP, letöltés         | 1                  | 3                  | 1                  | 1                  | 4                  | 10                 | 15                 | 1                  | 4                  | 11                 | - US: platina - AUS: arany                                       | - AbsolutePunk (91%) link - AllMusic link - E! Online (B) link Archiválva 2006. október 12-i dátummal a Wayback Machine-ben - Entertainment Weekly (B+) link - The Guardian link - Kerrang! - Pitchfork Media (7.9/10) link - PopMatters link - Rolling Stone link - Stylus Magazine (C) link Archiválva 2015. november 6-i dátummal a Wayback Machine-ben |

(„—” nem került listára/az adott országban nem jelent meg)

## Kislemezek
| Év                                                | Dal                         | Listás helyezés | Listás helyezés                     | Listás helyezés           | Listás helyezés | Listás helyezés | Listás helyezés | Listás helyezés | Listás helyezés | Listás helyezés | Listás helyezés | Listás helyezés | Album             |
| Év                                                | Dal                         | US              | US Hot Mainstream Rock Tracks Main. | US Alternative Songs Alt. | AUS             | CAN             | FIN             | GER             | IRL             | NLD             | SWI             | UK              | Album             |
| ------------------------------------------------- | --------------------------- | --------------- | ----------------------------------- | ------------------------- | --------------- | --------------- | --------------- | --------------- | --------------- | --------------- | --------------- | --------------- | ----------------- |
| 1998                                              | Sugar                       | —               | 28                                  | 31                        | —               | —               | —               | —               | —               | —               | —               | 136             | System of a Down  |
| 1999                                              | Spiders                     | —               | 25                                  | 38                        | —               | —               | —               | —               | —               | —               | —               | —               | System of a Down  |
| 2001                                              | Chop Suey! (Aranylemez, US) | 76              | 12                                  | 7                         | 14              | 21              | —               | —               | 46              | 25              | —               | 17              | Toxicity          |
| 2002                                              | Toxicity                    | 70              | 10                                  | 3                         | 39              | —               | —               | 88              | 47              | 75              | 90              | 25              | Toxicity          |
| 2002                                              | Aerials                     | 55              | 1                                   | 1                         | 36              | —               | —               | 80              | 35              | —               | —               | 34              | Toxicity          |
| 2002                                              | Innervision                 | 107             | 12                                  | 14                        | —               | —               | —               | —               | —               | —               | —               | —               | Steal This Album! |
| 2005                                              | B.Y.O.B. (Platinalemez, US) | 27              | 4                                   | 4                         | 42              | —               | —               | —               | —               | —               | —               | 26              | Mezmerize         |
| 2005                                              | Question!                   | 102             | 7                                   | 9                         | —               | —               | —               | —               | 47              | —               | —               | 41              | Mezmerize         |
| 2005                                              | Hypnotize (Aranylemez, US)  | 57              | 5                                   | 1                         | —               | —               | 4               | 83              | 47              | 31              | —               | 48              | Hypnotize         |
| 2006                                              | Lonely Day                  | 123             | 12                                  | 10                        | 37              | —               | 16              | 46              | —               | —               | 72              | 72              | Hypnotize         |
| 2006                                              | Kill Rock 'n Roll           | —               | 38                                  | —                         | —               | —               | —               | —               | —               | —               | —               | —               | Hypnotize         |
| "—" az adott ország listáján nem szerepelt lemez. |                             |                 |                                     |                           |                 |                 |                 |                 |                 |                 |                 |                 |                   |

### Promóciós kislemezek
| 2001                                              | „Prison Song” / „X”     | —   | —  | —  | Toxicity               |
| 2001                                              | „Johnny”                | —   | —  | —  | Album nélküli kislemez |
| 2002                                              | „Innervision”           | 107 | 14 | 12 | Steal This Album!      |
| 2005                                              | „Cigaro”                | —   | 29 | 34 | Mezmerize              |
| 2005                                              | „Violent Pornography”   | —   | —  | —  | Mezmerize              |
| 2006                                              | „Kill Rock 'n Roll”     | —   | —  | 38 | Hypnotize              |
| 2006                                              | „Vicinity of Obscenity” | —   | —  | —  | Hypnotize              |
| "—" az adott ország listáján nem szerepelt lemez. |                         |     |    |    |                        |

## Videóklipek
| Év   | Szám       | Rendező(k)                          |
| ---- | ---------- | ----------------------------------- |
| 1998 | Sugar      | Nathan "Karma" Cox                  |
| 1998 | War?       | Deaton-Flanigen                     |
| 1999 | Spiders    | Charlie Deaux                       |
| 2001 | Chop Suey  | Marcos Siega                        |
| 2002 | Toxicity   | Shavo Odadjian és Marcos Siega      |
| 2002 | Aerials    | Shavo Odadjian és David Slade       |
| 2003 | Boom!      | Michael Moore                       |
| 2005 | B.Y.O.B.   | Jake Nava                           |
| 2005 | Question!  | Shavo Odadjian és Howard Greenhalgh |
| 2005 | Hypnotize  | Shavo Odadjian                      |
| 2006 | Lonely Day | Josh Melnick és Xander Charity      |

### Vendégszereplések
| Év   | Videóklip     | Előadó    | Rendező            |
| ---- | ------------- | --------- | ------------------ |
| 2001 | „Angel's Son” | Strait Up | Nathan „Karma” Cox |

## Demoszalagok

### Untitled Demo Tape (1995)
1. P.I.G. - 3:07
2. Flake - 1:01
3. Toast - 2:59
4. The Metro (Berlin-feldolgozás) - 2:49

### Demo Tape 1 (1995)

#### A oldal
1. Sugar - 2:56
2. Suite-Pee - 2:48

#### B oldal
1. Dam - 2:39
2. P.L.U.C.K. - 5:34

### Demo Tape 2 (1996)
1. Honey - 2:34
2. Temper - 2:57
3. Soil - 3:04

### Demo Tape 3 (1997)
1. Know - 3:01
2. War? - 2:44
3. Peephole - 3:33

## Egyéb megjelenések
- Chef Aid: The South Park Album (1998) – válogatásalbum/filmzene, „Will They Die 4 You?”
- Strangeland (1998) – filmzene, „Marmalade”
- Blair Witch – Ideglelés 2. (2000) – filmzene, „Mind”
- Drakula 2000 és Már megint egy dilis amcsi film (2001) – filmzene, „The Metro” (Berlin-feldolgozás)
- Heavy Metal 2000 (2000) – filmzene, „Störagéd”
- Loud Rocks (2000) – válogatásalbum, „Shame” (Wu-Tang Clan-feldolgozás)
- MTV The Return of the Rock (2000) – válogatásalbum, „Suite-Pee”
- Nativity in Black, Vol. 2: A Tribute to Black Sabbath (2000) – válogatásalbum, „Snowblind” (Black Sabbath-feldolgozás)
- Sikoly 3 (2000) – filmzene, „Spiders”
- Disturbia (2007) – filmzene, „Lonely Day”
- Guitar Hero World Tour (2008) – számítógépes játék zenéje, „B.Y.O.B”
- Guitar Hero: Metallica (2008) – számítógépes játék zenéje, „Toxicity”

## Külső hivatkozások
- Hivatalos weboldal
- System of a Down-diszkográfia az AllMusicon
- System of a Down a Discogson